# Elymnias taeniola
Elymnias taeniola är en fjärilsart som beskrevs av Hans Fruhstorfer 1907. Elymnias taeniola ingår i släktet Elymnias och familjen praktfjärilar. Inga underarter finns listade i Catalogue of Life.